# Institutionell konstteori
Institutionell konstteori, eller det institutionella konstbegreppet, är ett konstteoretiskt begrepp som gör gällande att vad som är konst definieras av etablerade institutioner i konstvärlden, vilket kan vara gallerier, museer, konstbiennaler och tidskrifter men också enskilda kuratorer, konstteoretiker och konstnärer.
Konstkritikern Arthur Dantos essä Konstvärlden i The Artworld 1964 har haft stort inflytande på George Dickies senare formuleringar av teorin. Dickie utvecklade den institutionella konstteorin i framför allt essän "Defining Art" i American Philosophical Quarterly 1969 och boken Art and the Aesthetic: An Institutional Analysis 1974.